# Ivan Lenđer
Ivan Lenđer (serbisch-kyrillisch Иван Ленђер, * 29. Juli 1990 in Zrenjanin, Jugoslawien) ist ein serbischer Schwimmer.

## Karriere
Lenđer, gilt als einer der größten Nachwuchshoffnungen Serbiens. Bereits mit 15 Jahren gewann er Gold über 100 Meter Schmetterling bei den Jugend-Schwimmweltmeisterschaften 2006 in Rio de Janeiro.
Auch bei den Jugendeuropameisterschaften im darauf folgenden Jahr gewann er Gold über 100 Meter Schmetterling und Sibler über 50 Meter Schmetterling.
Einer seiner größten Erfolge in seiner Karriere ist die Teilnahme an den Olympischen Spielen 2008 in Peking. Dort schied er allerdings über 100 Meter Schmetterling bereits im Vorlauf aus und belegte schließlich den 40. Rang. Im selben Jahr konnte er bei den Jugend-Schwimmeuropameisterschaften in Belgrad über 50 Meter und 100 Meter Schmetterling jeweils den Titel gewinnen. Bei den Jugend-Schwimmweltmeisterschaften 2008 in Monterrey wurde er über ebendiese Distanzen jeweils Vizeweltmeister.
Seinen internationalen Durchbruch schaffte er aber 2009, als er einerseits bei den Mittelmeerspielen in Pescara den Titel über 100 Meter und die Silbermedaille über 50 Meter Schmetterling gewann. Bei den Kurzbahneuropameisterschaften 2009 in Istanbul gewann er die Bronzemedaille.
2010 nahm Lenđer bei den Schwimmeuropameisterschaften in Budapest teil und erreichte über 50 Meter Schmetterling das Finale, wo er schließlich Platz acht belegte. Über 100 Meter Schmetterling schied er als Zehnter im Halbfinale aus.